# Atanazy IV (patriarcha Aleksandrii)
Atanazy IV – prawosławny patriarcha Aleksandrii w latach 1417–1425.